# 성안머티리얼스
성안머티리얼스(Seong An Materials Co. Ltd.)는 대한민국의 폴리에스터F 직물제조 기업이다. 본사는 대구시 북구 검단동로 35에 위치해 있으며 대표이사는 임종찬이다.

## 역사
성안에서 현재의 사명으로 변경하였다.

## 제품
희토류 메탈 메탈바(NdPr Metal)를 생산한다

## 논란
김인겸 전 대표 취임 후 두 달 동안 일부 전환사채(CB) 투자자들은 수십억원의 차익을 실현하여 회사의 신사업 추진이 CB 투자자들의 안정적인 차익 실현을 위해 설계된 것 아니냐는 의혹도 제기되고 있다.

## 같이 보기
- 희토류

## 참고문헌
1. ↑  성안 "美 최대 희토류 기업 MP머트리얼즈로부터 첫 구매", 뉴스핌, 2023년 12월 11일
2. ↑  성안머티리얼스, -8.90% VI 발동, 조선비즈, 2024.04.30
3. ↑  김경아, 성안머티리얼스 “국내최초 순도 98%이상 희토류 메탈바 생산성공”, 파이낸셜뉴스, 2024-05-23
4. ↑  박준형, 성안머티리얼스, 먹튀 논란…신사업·유증도 차질, 뉴스토마토, 2024-11-25